# Premier Soccer League (Sudafrica)
La Premier Soccer League (PSL) è l'associazione sportiva nazionale responsabile dell'organizzazione delle due divisioni calcistiche professionistiche in Sudafrica: la Premier Division e la National First Division.
La PSL è nata a seguito di un accordo tra la National Soccer League e i resti della National Professional Soccer League. È affiliata alla Federazione calcistica del Sudafrica (SAFA), ma quest'ultima non governa le competizioni della PSL.

## Competizioni
La Premier Soccer League vende i diritti di immagine di ogni competizione a uno sponsor diverso; organizza i seguenti tornei:
Campionati
- Premier Division
- National First Division / NFL

Coppe
- Nedbank Cup
- Knockout Cup
- MTN 8

Competizioni giovanili
- Reserve League

Negli anni passati, la PSL organizzò anche: la Charity Cup, una coppa a quattro squadre svoltasi dal 1986 al 2010 e la Baymed Cup, coppa dedicata alle sole squadre della National First Division, disputatasi solo nel 2006.

## Licenze
Le licenze per partecipare alla lega possono essere acquistate e vendute sul mercato libero. Nell'agosto 2002, la PSL acquistò due licenze della Premier Division, dai proprietari del Ria Stars Football Club e del Free State Stars Football Club, per facilitare la gestione degli introiti e ridurre i costi di 400,000 rand al mese, poiché ogni club di alto livello riceveva 200,000 rand dalla PSL. I due club furono poi riacquistati per 8 milioni di rand, ma fecero due percorsi diversi: il Ria Stars scomparì mentre il Free State Stars acquistò la licenza di lega dal Maholosiane Football Club, squadra della National First Division nella stagione 2002-2003, guadagnando la promozione in massima serie la stagione successiva.

## Struttura
La PSL è l'unico membro speciale della SAFA, ha 32 membri: i 16 club della South African Premier Division e i 16 club della National First Division, che insieme formano il Consiglio dei Governatori. Quest'ultimo è l'organo supremo e le sue funzioni sono indicate nell'articolo 13 della costituzione della PSL. Il Consiglio dei Governatori elegge il Presidente e il Comitato Esecutivo e delega ad essi la gestione e le funzioni operative. Il comitato esecutivo è composto da 8 membri eletti e dall'Amministratore Delegato ed è in carica per un periodo di quattro anni.